# Kamativi (Simbabwe)
Kamativi ist ein Ort mit 1600 Einwohnern (2006) in der Provinz Matabeleland North in Simbabwe.

## Geografie
Der Ort liegt auf etwa 940 m Höhe, 2 km oberhalb des Flusses Gwayi im Distrikt Hwange, etwa 40 km nordöstlich von Dete an der Straße nach Binga.
Das Gelände ist von zahlreichen Tälern und Sümpfen gekennzeichnet. Mehrere kleine Flüsse fließen durch die Stadt. Laut mündlicher Überlieferung der lokalen BaTonga-Bevölkerung hängt der Name der Stadt mit ihrer geografischen Lage zusammen. Während der Regenzeit bilden die Täler Teiche. Ein Tonga-Name für Pool ist „Matibi“. Die Einheimischen nannten das Gebiet daher „ka-matibi“, was „kleiner Ort mit Teichen“ bedeutet.

## Wirtschaft

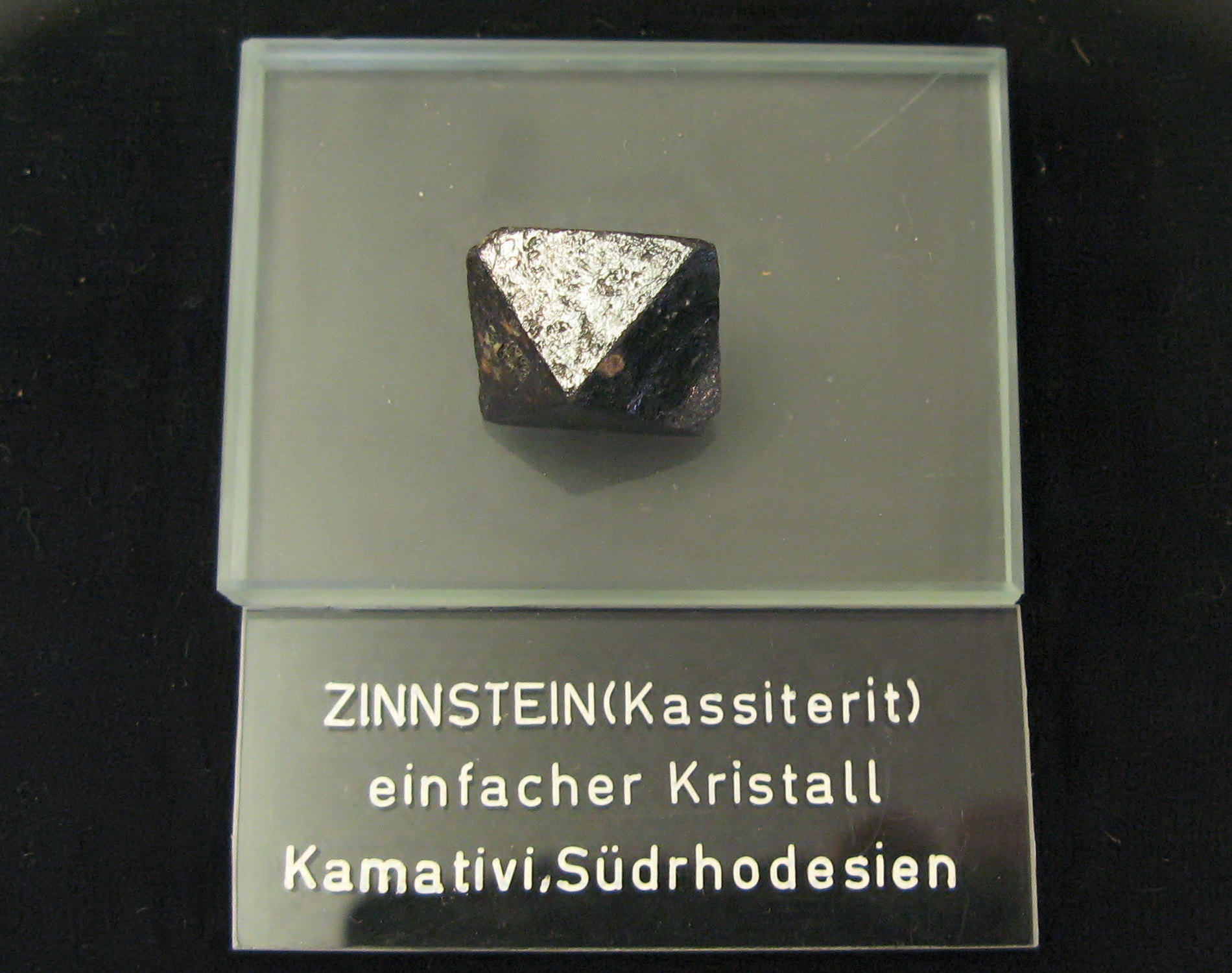
Zinnstein aus Kamativi im mineralogischen Museum Bonn

In Kamativi liegt bei einem Zinn-Bergwerk. Dessen Vorkommen hat einen SnO2-Gehalt (Kassiterit) von 70 %.
Kamativi Tin Mines Limited (KTM) wurde 1953 gegründet. 1970 übernahm der Staat über die Industrial Development Corporation (IDC) die Mehrheitsbeteiligung, die 1986 an die Zimbabwe Mining Development Corporation übertragen wurde. Kamativi Tin Mines Limited war daher für die gesamte Zinnproduktion in der Region verantwortlich. Während der 58 Jahre, in denen die Mine in Betrieb war, war die Kamativi-Mine eine der größten Zinnminen in Simbabwe mit prognostizierten Reserven in Höhe von 100 Millionen Tonnen Zinnerz. Die Mine wurde aufgrund der niedrigen Zinnpreise auf dem Weltmarkt geschlossen. Neben Zinn produzierte die Kamativi-Mine früher kleine Mengen Tantalit, Spodumen und Beryllium. In der Mine wurden auch wirtschaftliche Reserven an Niob und Wolfram entdeckt. Das Erz in Kamativi enthält eine erhebliche Menge von Spodumen. Es wurde ein Projekt zur Gewinnung und Aufbereitung von Lithium aus dem Tagebau und den Abraumhalden der Mine gestartet, was zur Gründung der Kamativi Mining Company (KMC) führte.
Die Kamativi Mining Company nahm 2019 ihren Betrieb auf und konzentriert sich auf die Exploration, den Abbau sowie die Verarbeitung von Lithium in Kamativi. KMC besitzt 100 % der Mineralrechte des Bergbaugebiets Kamativi und ist hauptsächlich für das Bergbau- und Mineralverarbeitungsgeschäft der Gruppe verantwortlich. Für den Bau von Bergbau- und Verarbeitungsanlagen wurden über 249 Millionen US-Dollar investiert. KMC beschäftigt direkt und indirekt über 1200 Mitarbeiter.

## Infrastruktur
In Kamativi gibt es ein Krankenhaus. Bei Kamativi liegt eine Flugpiste.

## Geschichte
In Ort war Militär stationiert. Es wurden dort vier sogenannte Jugendtrainingslager für die bisher wahlentscheidenden Milizen und Schlägertruppen der ZANU-PF unterhalten.